# 工事契約専門官
工事契約専門官（こうじけいやくせんもんかん）は、文部科学省文教施設企画・防災部施設企画課契約情報室に置かれる職員のひとつ。現在の定数は1人。国立の文教施設並びに独立行政法人、国立大学法人及び大学共同利用機関法人が設置する文教施設の整備に係る請負契約に関する専門的事項についての調査、指導及び助言に当たる（文部科学省組織規則第11条第6項）。